# Ladislav Kudrna (historik)
Ladislav Kudrna (* 13. července 1975, Vlašim) je český historik s odborným zaměřením na období komunismu v Československu, zejména hudebního undergroundu dob normalizace. Předtím se věnoval tematice československých letců za druhé světové války a nasazení Čechoslováků ve vietnamské válce. Od roku 2008 pracuje v Ústavu pro studium totalitních režimů, jehož ředitelem se stal v květnu 2022.

## Život
Studoval na Fakultě strojní ČVUT v Praze (1993–1996), pak studoval historii na Filozofické fakultě UK v Praze (1998–2003). V letech 2004–2007 zde absolvoval doktorandské studium a v roce 2008 získal titul Ph.D. V roce 2011 se habilitoval v oboru historie se zaměřením na české a československé dějiny na Filozoficko-přírodovědecké fakultě v Opavě Slezské univerzity v Opavě.
Krátce pracoval v Státním okresním archivu Benešov (1997–1998) a v administrativě Národního muzea (2003–2004), pak působil v Úřadu dokumentace a vyšetřování zločinů komunismu (2006–2007) a od roku 2008 je historikem Ústavu pro studium totalitních režimů. Působil také v redakčních radách periodik ústavu Securitas Imperii a Paměť a dějiny.
V letech 2008 až 2011 externě vyučoval na Filozofické fakultě UK v Praze. V letech 2017 až 2022 externě vyučoval na Filozofické fakultě Univerzitě Palackého v Olomouci. Kromě odborné literatury a psaní článků do odborných i populárních periodik pravidelně pořádá přednášky pro veřejnost. Je spoluautorem dokumentárního filmu Pochoduj nebo zemři (2018).
V roce 2003 obdržel Cenu Edvarda Beneše 3. stupně a Cenu ministra obrany za nejlepší studentskou práci s tematikou II. světové války (1. místo v kategorii diplomových prací) za publikaci Když nelétali. Život našich letců v Polsku, Francii a Británii za 2. světové války (Libri, Praha 2003). Je dvojnásobným laureátem Ceny Miroslava Ivanova za literaturu faktu (2009 za knihu Na zemi a obloze západní Evropy. Příběh českého letce Stanislava Fejfara a 2011 za publikaci Bojovali a umírali v Indočíně. První vietnamská válka a Čechoslováci v cizinecké legii).
Na začátku března 2022 jej Rada ÚSTR na svém zasedání zvolila novým ředitelem Ústavu pro studium totalitních režimů. Ve výběrovém řízení porazil i dosavadního ředitele ÚSTR Zdeňka Hazdru. Funkce se ujal 1. května 2022.
Před nástupem do funkce ředitele Ústavu pro studium totalitních režimů se na veřejnost dostala informace o údajném plagiátorství v habilitační práci, které prošetřoval předchozí ředitel Ústavu spolu se svojí vědeckou radou. Správní rada Ústavu plagiátorství odmítla, zatímco vědecká rada, která při šetření plagiátorství shledala jednoznačné odborné pochybení, i z tohoto důvodu rezignovala. Nařčení odmítli mnozí historici a publicisté.
Po nástupu do funkce začal naplňovat body své koncepce vycházející z naplňování znění zákona o vzniku ÚSTR. V prvním roce čtyřletého mandátu inicioval opětovné přijetí ÚSTR do Platformy evropské paměti a svědomí, navázal mezinárodní spolupráci s dalšími historickými institucemi v Evropě  a zasadil se o pořádání mezinárodní konference "Ruská hybridní válka proti demokratickému světu – výzva pro evropskou paměťovou politiku" v Praze za účasti renomovaných historiků, politologů, sociologů, právníků a novinářů z celého světa. V samotném ÚSTR provedl řadu organizačních změn, nově nastavených výzkumných oddělení, včetně znovuobnovení oddělení 2. světové války.  Ve veřejném prostoru deklaroval, že nevěří v tlusté čáry za minulostí, jelikož tlusté čáry za minulostí nefungují. Otevřel řadu palčivých historických témat. Například revizionismus, období tzv. normalizace, fungování justice za komunistického režimu či výuku dějepisu na základních a středních školách.
V době výkonu funkce ředitele ÚSTR čelil mnohé kritice za způsob vedení ústavu. V závěru dubna 2022 rezignovalo všech 14 členů Vědecké rady, poradního orgánu ředitele, na protest proti jmenování Ladislava Kudrny ředitelem ústavu, když se odmítavě postavili k jím předložené koncepci a vyjádřili pochybnost nad jeho předpoklady pro profesionální práci historika i s odkazem na kauzu domnělého plagiátorství. V březnu 2023 se ve společném prohlášení ohradilo proti „nezodpovědnému řízení“ ústavu ředitelem Kudrnou přes 170 českých historiků, protože „Za zhruba deset měsíců od nástupu současného ředitele do funkce bylo z této instituce propuštěno nebo pod tlakem odešlo 34 osob, tj. zhruba 25 procent všech zaměstnanců ÚSTR.“ Předtím se za vedení ústavu postavila sedmičlenná rada ústavu vedená Eduardem Stehlíkem. Ladislav Kudrna spolu se svým náměstkem Kamilem Nedvědickým podali následně žalobu na ochranu osobnosti. Soud ovšem žalobu v listopadu 2023 nepravomocně zamítl. V dubnu 2023 podali hromadnou výpověď zaměstnanci oddělení vzdělávání ÚSTR. Kolem dvaceti zaměstnanců mělo spor s vedením ústavu. Jádrem byla kritika vedení vůči projektu Dějepis+ a odvolání vedoucího oddělení vzdělávání Čeňka Pýchy. Zaměstnanci poté vydali Výzvu k zastavení destrukce vzdělávací činnosti Ústavu pro studium totalitních režimů. V té vedení ústavu obvinili z bossingu, cenzury, zakonzervování výukových metod a nehospodárnosti.